# Lombardiniella
Lombardiniella es un género de ácaros perteneciente a la familia Diarthrophallidae.

## Especies
- Lombardiniella Womersley, 1961
  - Lombardiniella bornemisszai (Womersley, 1961)
  - Lombardiniella gentilis (Lombardini, 1944)
  - Lombardiniella lombardinii Womersley, 1961
  - Lombardiniella rogburi Haitlinger, 1995